# WTA German Open 1977
Il WTA German Open 1977 è stato un torneo di tennis giocato sulla terra rossa. È stata la 66ª edizione del German Open, che fa del WTA Tour 1977. Si è giocato ad Amburgo in Germania dal 9 al 15 maggio 1977.

## Campionesse

### Singolare
Laura duPont ha battuto in finale  Heidi Eisterlehner con il punteggio di 6–1, 6–4.

### Doppio
Delina Ann Boshoff /  Ilana Kloss hanno battuto in finale  Regina Maršíková /  Renáta Tomanová con il punteggio di 2–6, 6–4, 7–5.